# Marguerite Harl
Marguerite Harl (* 3. April 1919 in Dax; † 30. August 2020 in Paris) war eine französische Gräzistin. Als Spezialistin für die Septuaginta und Autorin einer Referenzausgabe dieses Textes war sie bis 1986 Professorin an der Universität Paris IV.

## Leben
Marguerite Harl besuchte das Lycée in Albi und war anschließend Schülerin in der Hypokhâgne. Sie setzte ihr Studium an der geisteswissenschaftlichen Fakultät in Université Toulouse–Jean Jaurès fort und bereitete sich auf die agrégation féminine de lettres vor, die sie 1941 erfolgreich ablegte. Sie war Lehrerin am Mädchenlyzeum in Cahors, am Lycée Saint-Sernin und ab 1949 in Saint-Germain-en-Laye. 1957 verteidigte sie unter der Leitung von Henri-Irénée Marrou ihre Dissertation mit dem Titel Origène et la fonction révélatrice du Verbe incarné („Origenes und die offenbarende Funktion des fleischgewordenen Wortes“) und war anschließend von 1958 bis 1986 Professorin für Altgriechisch an der Fakultät für Literaturwissenschaft in Paris. Als Spezialistin für Patristik und die postklassische griechische Sprache widmete sie den Großteil ihrer Forschungsarbeit Philon von Alexandria und der Septuaginta.

## Französische Ausgabe der Septuaginta
Marguerite Harl gründete 1986 bei Éditions du Cerf die Reihe La Bible d'Alexandrie, in der unter ihrer Leitung eine französische Übersetzung der Septuaginta in Einzelbänden veröffentlicht wurde. Marguerite Harls Arbeiten zur Septuaginta gelten als Referenzwerke.

## Schriften (Auswahl)
- Marguerite Harl: Origène et la fonction révélatrice du Verbe incarné (= Patristica Sorbonensia 2. Band 1). Éditions du Seuil, 1958 (402 S.).
- Marguerite Harl, Olivier Munnich und Gilles Dorival: La Bible grecque des Septante. Du judaïsme hellénistique au christianisme ancien (= Initiations au christianisme ancien). Éditions du Seuil und Éditions du CNRS, Paris 1988, ISBN 2-204-02821-5 (398 S.).
- Marguerite Harl: La langue de Japhet (= Quinze études sur la Septante et le grec des chrétiens). Éditions du Cerf, Paris 1992, ISBN 2-204-04630-2 (260 S.).
- Marguerite Harl: Le Deutéronome. Traduction du texte grec de la Septante (= La Bible d'Alexandrie). Éditions du Cerf, Paris 1992, ISBN 2-204-04562-4, Introduction et notes par Cécile Dogniez et Marguerite Harl (364 S.).
- Marguerite Harl: Le déchiffrement du sens : études sur l'herméneutique chrétienne d'Origène à Grégoire de Nysse (= Collection d'études augustiniennes). Institut d'études augustiniennes, Brépols, Paris 1993, ISBN 978-2-85121-132-3 (471 S.).
- Marguerite Harl: La Bible en Sorbonne ou la revanche d'Érasme. Éditions du Cerf, Paris 2004, ISBN 2-204-07657-0 (364 S.).
- Marguerite Harl: Voix de Louange. Les cantiques bibliques dans la liturgie chrétienne (= Anagôgê. Band 8). Les Belles Lettres, 2014, ISBN 978-2-251-42117-9 (364 S.).